# Сяде (газета)
Сяде (от эст. Säde — «Искра») — периодическое издание, орган Комсомола и Пионерской организации Эстонской ССР. Издавалась на эстонском языке в Эстонской ССР в 1946—1990 годах.

## История
Выходила в Таллине. Периодичность — 1—2 выпуска в неделю. Стоимость газеты — 1 копейка. В 1986—1991 годах вместе с «Сяде» выходила русскоязычная газета «Искра». Главным редактором «Искры» была Юта Рензер, исполнительным секретарём — Маре Ветемаа.
Многие в дальнейшем известные эстонские писатели, журналисты и общественные деятели, в том числе Яан Раннап, Хелар Осила, Ингрид Вайденберг, Тиина Ланг, Тийна Йосу, Айнар Руухар, Арне Оттер, Якко Вяли, Рагнар Конд, Тыну Ояла и Аллан Алакюла, сотрудничали с этой газетой в детские годы.
Правопреемником газеты стал молодёжный журнал Meie Meel, издаваемый в 1991—2001 годах.